# George Frederick Stout
George Frederick Stout (G. F. Stout) (* 6. Januar 1860 in South Shields; † 18. August 1944 in Sydney) war ein englischer Philosoph und Psychologe.
George Frederick Stout studierte und lehrte Philosophie und Psychologie an der Cambridge University. Er war von 1891 bis 1920 Herausgeber der philosophischen Zeitschrift Mind. Er war von 1899 bis 1904 Präsident der Aristotelian Society. Zu seinen Studenten gehörten G. E. Moore und Bertrand Russell. Er lehrte auch an der University of Aberdeen, an der University of Oxford und an der University of St Andrews. 1903 wurde er zum Mitglied der British Academy gewählt.
George Frederick Stout starb 1944 in Australien.

## Werke
- Analytic Psychology (1886)
- Manual of Psychology (2 Bde., 1898–1899)
- Studies in Philosophy and Psychology (1930)
- Error. In: Sturt, Henry Cecil (Hrsg.): Personal Idealism. London: Macmillan 1902, 1 - 46